# آنا براكيت
آنا براكيت (بالإنجليزية: Anna Brackett)‏ هي فيلسوفة أمريكية، ولدت في 1836 في بوسطن في الولايات المتحدة، وتوفيت في 18 مارس 1911 في سوميت في الولايات المتحدة.